# Abbazia di Santa Maria Arabona
Santa Maria de Arabona è un'abbazia risalente alla fine dell'XII secolo che si trova nell'omonima frazione nel comune di Manoppello (PE), dichiarata monumento nazionale nel 1902.

## Storia

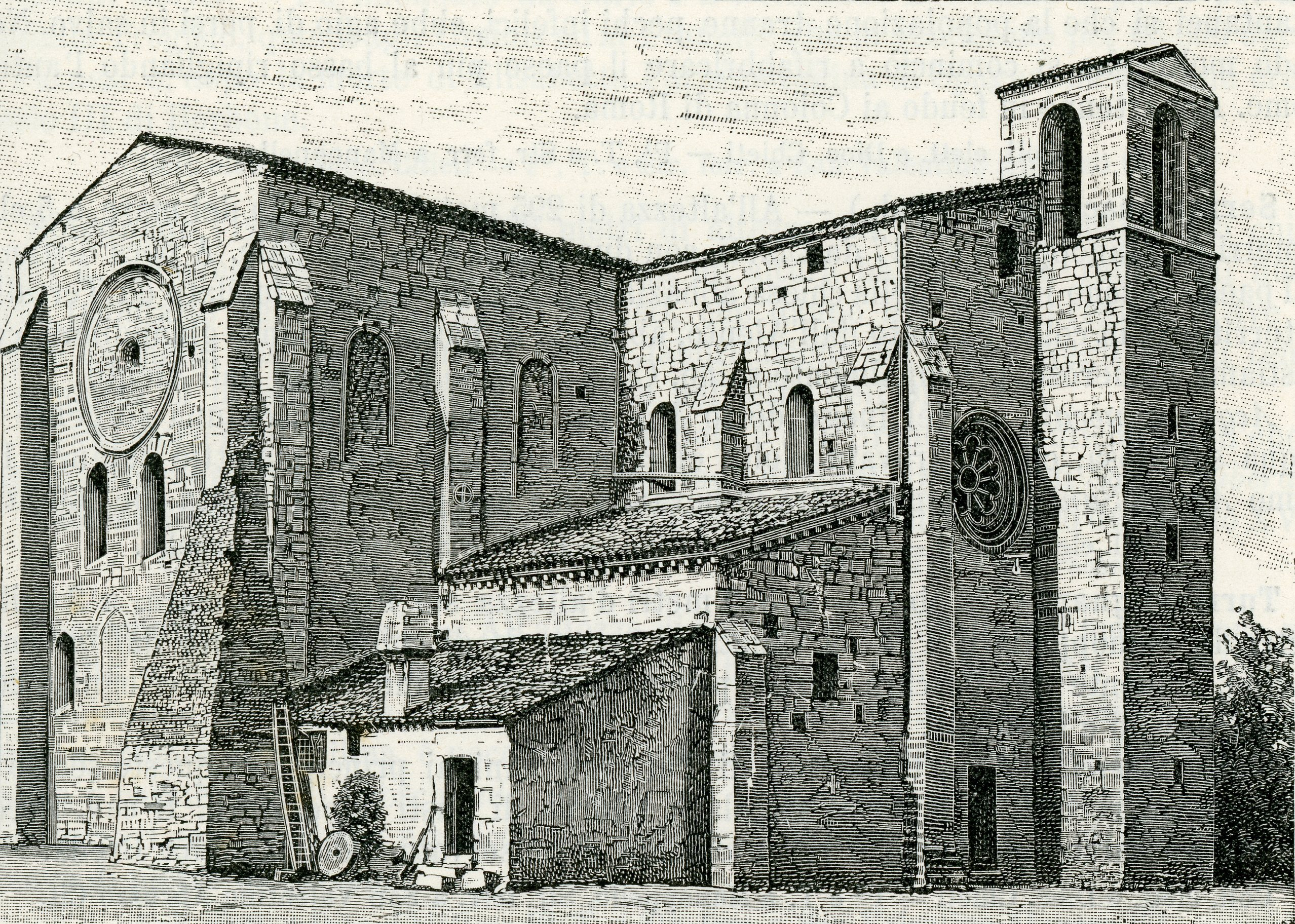
Santa Maria Arabona in un disegno ottocentesco di Strafforello Gustavo (1899)

### Origini e sviluppo
Il nome completo è Sancta Mariae de Ara Bona, secondo alcuni proviene dalla caratteristica salubre del territorio, dallo spiazzo (aia) sopra cui sorge. situata su un'area in cima ad una collina da dove si domina parte della vallata del Pescara. Essa sorge sui resti di un tempio pagano romano dedicato al culto della Bona Dea (e forse da questo deriva il termine "Arabona", dal latino ara "altare" e Bona "Bona Dea") che andò distrutto. I monaci cistercensi cominciarono nel 1197 la realizzazione dell'abbazia riutilizzando una parte dei materiali del vecchio tempio e dedicarono la chiesa abbaziale in costruzione alla Vergine Maria. Ancora oggi è possibile notare alcune strutture e pietre del preesistente tempio romano.
L'ipotesi del luogo salubre di edificazione nel 1209 è da escludere, dato che i Cistercensi prediligessero luoghi isolati, da risanare con il lavoro e la preghiera, per renderli adatti al loro insediamento. L'abbazia rimase incompiuta durante la sua edificazione, fu la seconda in Abruzzo ad appartenere all'Ordine Cistercense, dopo l'abbazia di Santa Maria di Casanova a Civitella Casanova, fondata una decina d'anni prima per volere dei Conti di Loreto Aprutino. Il sistema cistercense di Santa Maria d'Arabona riprende il modello dell'abbazia di Cluny in Francia, seguendo la regola di San Bernardo di Chiaravalle. In Italia varie sono le "abbazia figlie" della madre in Citeaux, quella di Manoppello deriva dalla linea di Clairvaux, ossia Chiaravalle, venne fondata dai monaci provenienti dall'abbazia di Sant'Anastasio di Roma, ossia dall'abbazia di Tre Fontane, che avevano ricevuto in dono sopra il colle del fiume Aterno.
La comunità di Sant'Anastasio dipendeva da Chiaravalle, generò sette abbazie "figlie", ossia San Benedetto de Silva, l'abbazia di Casanova (operativa dal 1191 al 1807), l'abbazia di Arabona (1209-1587), Santa Maria de Caritate de Sylva, Sant'Agostino di Montalto (1215), l'abbazia di Palazzolo (1244-1398) e Santa Maria di Ponza (1246). Nel XIII secolo l'abbazia ricoperse subito un ruolo centrale nella vallata del fiume Aterno-Pescara, e acquisì vario potere per mezzo degli Angiò, entrando ad amministrare anche la storica abbazia di San Clemente a Casauria, dell'ordine Benedettino. Nel 1412 i monaci lasciarono Arabona, che venne occupata dal Conte di Ferrara, nel 1587 papa Sisto V decise di darla ai Monaci Conventuali della Basilica dei Santi Dodici Apostoli di Roma, affinché la risollevassero del degrado, infine l'abbazia passò ai Baroni Zambra di Chieti.

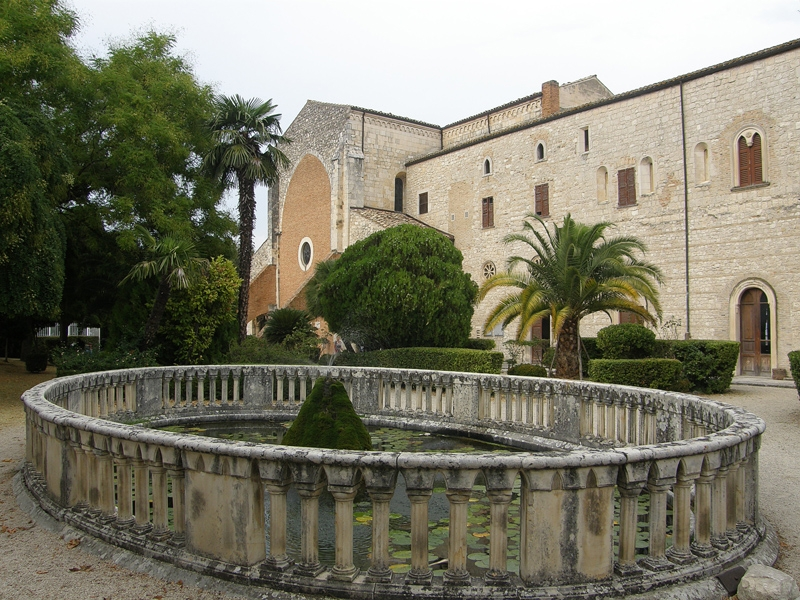
Particolare dell'ingresso principale e del palazzo dei Cistercensi

Santa Maria d'Arabona ebbe un'abbazia figlia: Santa Maria dello Sterpeto, nella Puglia nei dintorni di Barletta, fondata nel 1259, ma ebbe vita breve. La stessa abbazia di Manoppello, come testimonia l'architettura stessa, ebbe dei problemi sin dalla nascita, dato che il progetto monumentale di costruzione fu arrangiato varie volte, rimanendo incompiuto quando si dovette costruire la prima campata, venendo terminati solo l'abside e il transetto. Quando nel 1587 i monaci Cistercensi abbandonarono il sito, l'abbazia figlia in Puglia era già chiusa dal 1374. Durante la guerra tra Ungari e Angioini, l'abbazia pugliese fu ridotta a grancia, nel 1374 non figura più come abbazia, anche se la cappella venne frequentata sino al XVIII secolo dalla popolazione.

### Dalla decadenza al recupero
L'abbazia decadde con le soppressioni napoleoniche del 1809 e poi con quelle piemontesi del 1867, in un disegno del 1899, si intravede chiaramente la mancanza dei rosoni, caduti per le intemperie o l'incuria, e sostituiti da oculi a finestra murati.
Nei primi anni cinquanta l'abbazia fu sottoposta a restauri che si conclusero con la riapertura al culto il 25 settembre 1952 alla presenza del Presidente della Repubblica Italiana Luigi Einaudi.
La famiglia Zambra, proprietaria dell'abbazia sin dal 1799, dopo la morte del loro unico figlio Dino Zambra, avvenuta il 3 gennaio 1944 durante la Seconda guerra mondiale, nel 1968 la donò alla congregazione dei Salesiani.
Dal 1998, l'abbazia è sotto il diretto controllo dell'Arcidiocesi di Chieti-Vasto.

## Descrizione

### Esterno

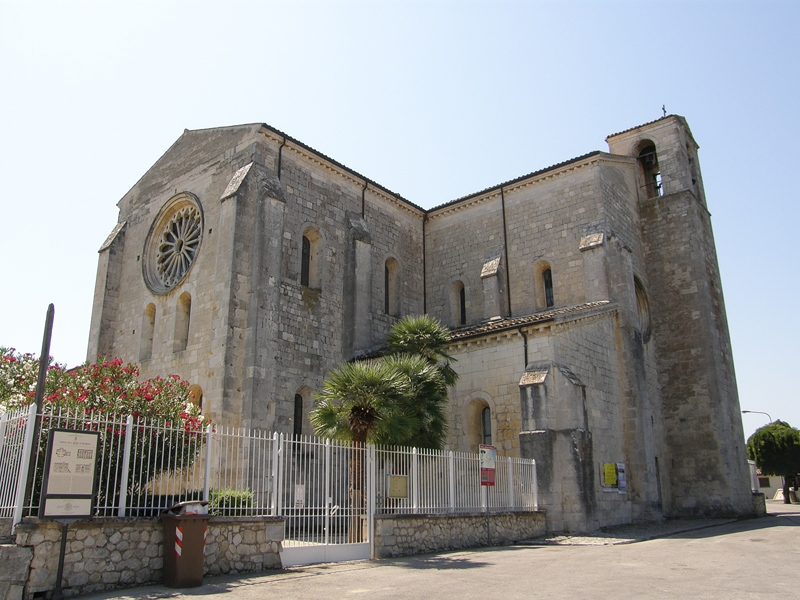
Veduta del braccio nord-est del transetto, e della parte arrangiata con il campanile inframmezzato

La stratificazione dello stile cluniacense con quello cistercense è dato dalla seconda trance di lavori eseguita dopo il terremoto del 1349, che non furono mai ultimati. La mole del profilo geometrico rigoroso e geometrico della chiesa si impone sul paesaggio; l'interruzione dei lavori nella prima campata dell'aula hanno conferito alla chiesa l'ingannevole aspetto di pianta centrale, mentre il prospetto originario doveva essere un corpo longitudinale a tre navate, in linea con "piano bernardino", ossia da San Bernardo di Chiaravalle nel 1133 per tali monasteri.
Il piano prevedeva un transetto sporgente rispetto al corpo longitudinale e la terminazione piatta del coro ai cui lati si dispongono le cappelle. Il modello non seguì pedissequamente quello di San Bernardo delle chiese cistercensi, ma si adattò alle esigenze e alle circostanze territoriali per quanto riguarda i lati del coro con deambulatorio e la navata con le finestre, la volta a botte ed a crociera. Infatti il modello di San Bernardo, durante i lavori, subì delle modifiche, assumendo quelle espressioni del gotico: la chiesa doveva avere dunque, nel nuovo impianto, una forma a croce greca, con capocroce composto da due campate di diversa profondità, e da 5 monofore disposte su due ordini nella tipica configurazione piramidale. Tuttavia i lavori furono interrotti ancora, e il campanile, che in origine doveva stare al centro della pianta a croce, fu spostato su uno dei lati, e il rosone, 4 per ogni lato, venne alterato e spostato d'asse.

### Interno

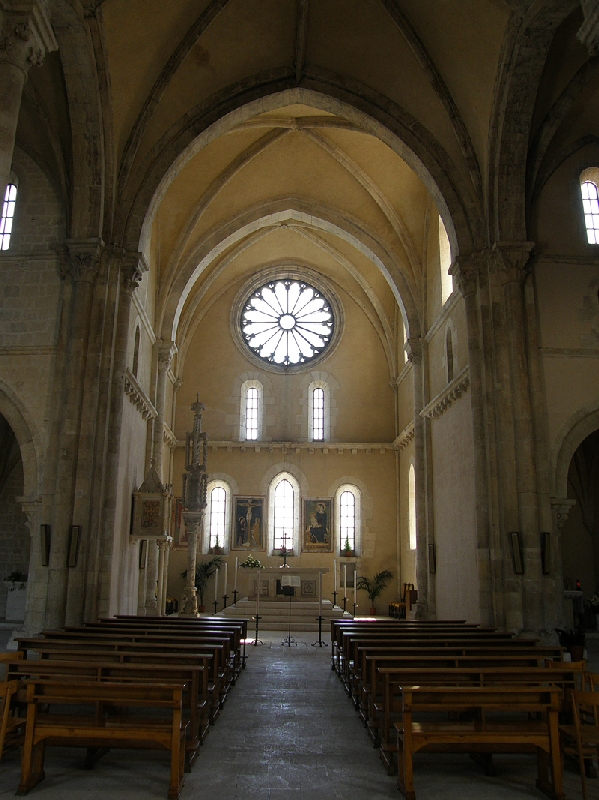
Interno, l'altare

Le navate laterali sorreggono l'intera volta e gli altari sono disposti lungo il transetto. L'interno è caratterizzato inoltre dalla presenza delle costolature che danno slancio ai volumi e sottolineano le luci degli archi e le fughe delle volte.
In mezzo ad uno spazio sobrio e lineare spicca la ricchezza degli arredi costituiti dal tabernacolo e dal candelabro.
Il tabernacolo è formato da un'edicola gotica finemente lavorata, che appoggia al muro; il cero si innalza con un'aerea leggerezza su una snella colonnina, sostenuta da due cani e da un leone rampante.
Tre affreschi firmati da Antonio Martini di Atri e datati al 1377 decorano la parete del coro e rappresentano, nell'ordine, una Santa coronata, una Crocifissione e una Vergine in trono con Bambino, che a sua volta tiene tra le mani un piccolo cane bianco.
All'interno dell'abbazia è presente una cappella dedicata all'Ordine equestre del Santo Sepolcro di Gerusalemme usata dalla "Sezione Abruzzo e Molise" dell'ordine.

#### Il candelabro

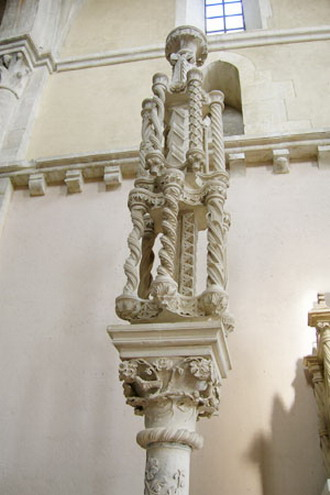
Il candelabro nel quale viene riposto il cero pasquale

Il candelabro per il cero pasquale fu realizzato nel XIII-XIV secolo, è costituito principalmente da una colonna, rappresentante Gesù; attorno ad essa è intrecciata una vite, simbolo dei fedeli che traggono nutrimento dall'eucaristia, che sfocia nel capitello decorato dalle sue foglie.
Il tutto poggia su una base quadrata sulla quale alcuni animali (due cani e un leone – l'altro è mancante) attaccano alle radici la vite: rappresentano le eresie, che minacciano la fede e i cristiani.
Il capitello è sovrastato invece da dodici colonnine (rappresentanti i dodici apostoli) disposte a base esagonale su due piani. Il candelabro termina infine con una colonna decorata a palmette dove riporre i cero benedetto il Sabato Santo.

#### Il tabernacolo
Il tabernacolo è quasi attaccato alla parete dalla parte sinistra del coro ed è sorretto da due colonnine dalla parte opposta.
È basato su una struttura a parallelepipedo; gli spigoli sono decorati da colonnine finemente lavorate con motivi ad intreccio mentre le facce sono decorate con motivi floreali.

La parte superiore, danneggiata, è sormontata da due piccole guglie.

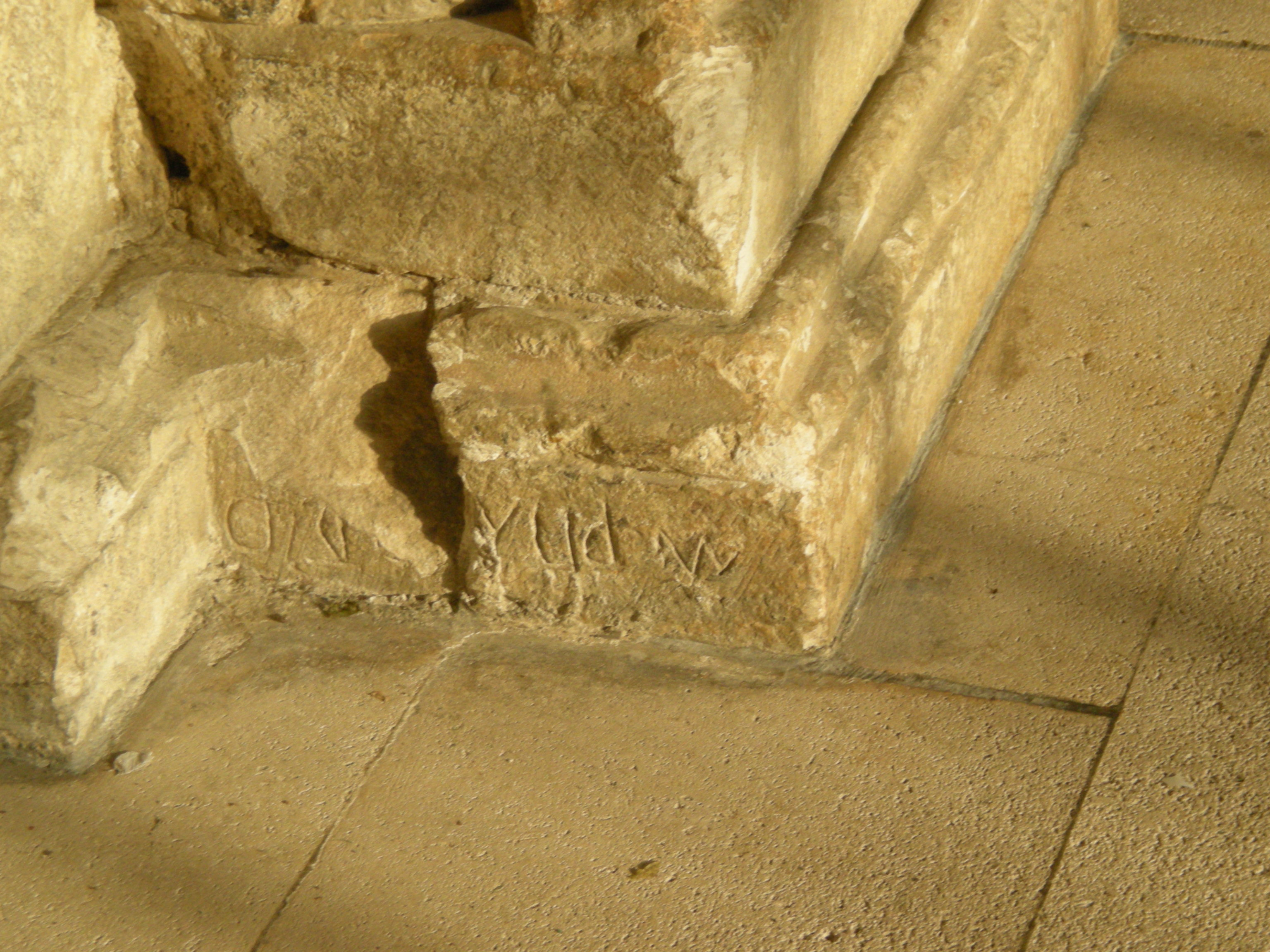
Particolare di una colonna con iscrizione latina risalente al preesistente tempio romano della Bona Dea
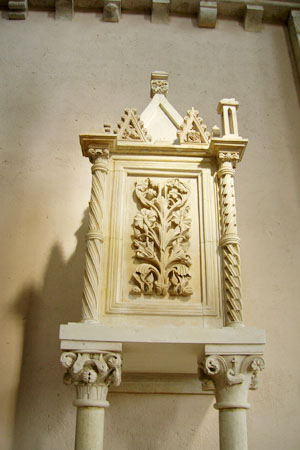
Il tabernacolo
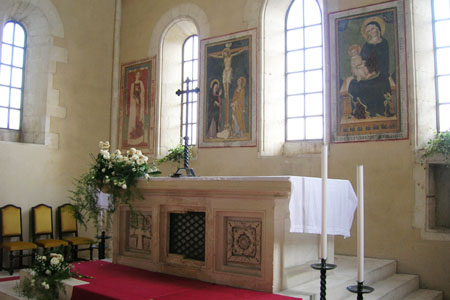
Gli affreschi di Antonio Martini di Atri
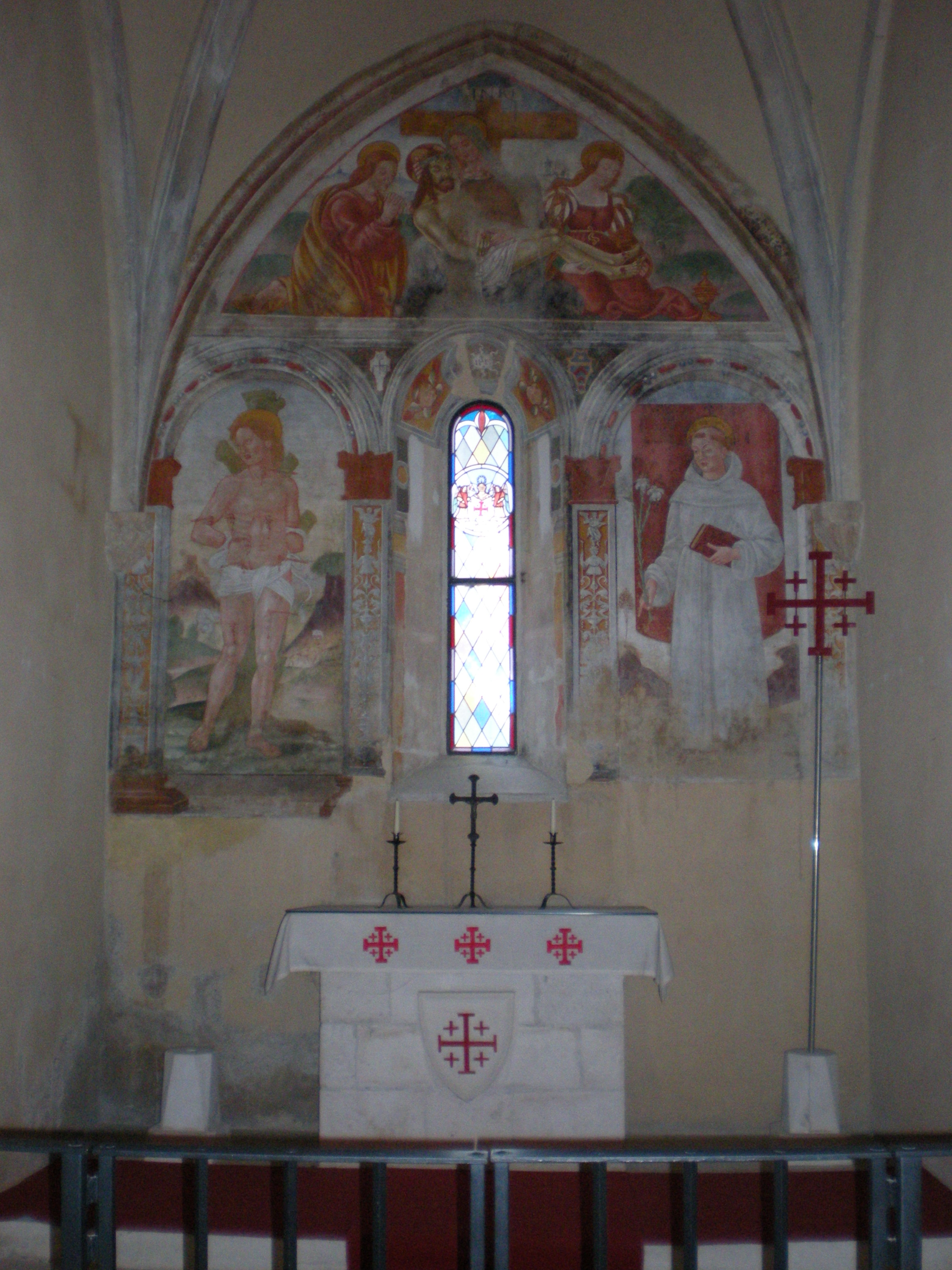
Cappella dell'Ordine equestre del santo sepolcro di Gerusalemme